# Patricia Schumann
Pour les articles homonymes, voir Schumann et Schumann (homonymie).
Patricia Schumann, née le 4 juin 1975, est une actrice danoise.

## Biographie
Patricia Schumann est diplômée de l'École nationale de théâtre et de danse contemporaine du Danemark en 2005.

## Filmographie

### Cinéma
- 1994 : Vildbassen : Frk. Morgany
- 2007 : Erik Nietzsche, mes années de jeunesse : Malene Sønder
- 2007 : L'Île aux sorciers : Ung spansk fyrs kæreste
- 2008 : Preludium : Eva
- 2009 : Profetia : Eva
- 2010 : Hold om mig : Louises mor
- 2010 : Submarino : Sofie
- 2012 : Sort kaffe & vinyl : Sofie
- 2013 : Les enquêtes du Département V: Miséricorde : Søs Norup
- 2015 : Iqbal & den hemmelige opskrift : Silles mor
- 2015 : Villads fra Valby : Frida's mother
- 2016 : Iqbal & superchippen : Silles mor
- 2016 : Shelley : Nanna
- 2017 : Ljusningen : Anette
- Prochainement : Jag flyger

### Courts-métrages
- 2007 : Paragraf 15
- 2008 : Snooze
- 2012 : Turbo
- 2014 : Debut (DK)
- 2017 : Walter & Alma

### Télévision

#### Séries télévisées
- 2000 : Skjulte spor : Receptionist
- 2008 : Sommer : Miriam
- 2009 : Lulu & Leon : Sabina Jensen
- 2009 : Bienvenue à Larkroad : Louise
- 2010-2013 : Borgen - Une femme au pouvoir : Tanja
- 2011 : Traque en série : Lone
- 2013 : Rita : Kirsten, Mor til Mads 9.A / Kirsten,Klitgaard
- 2013 : Rytteriet : Karoline
- 2014 : Aftenshowet : Elle-même
- 2014 : Tidsrejsen : Camilla Villadsen (diffusé en 2017  sous le titre Les Pièges du Temps sur Arte)
- 2015 : Klaes the Roommate : Patricia
- 2016 : Bedrag : Karin Nørgaard
- 2017 : Gidseltagningen : Amanda
- 2017 : Au nom du père (série) : Ursula
- 2017 : Idioten : Anemone
- 2017 : Sjit Happens
- 2018 : Bron/Broen : Nicole